# اچ‌ام‌اس اوگاندا (۶۶)
اچ‌ام‌اس اوگاندا (۶۶) (به انگلیسی: HMS Uganda (66)) یک کشتی است که طول آن 169.3 m (555.5 ft) می‌باشد. این کشتی در سال ۱۹۴۱ ساخته شد.